# 陰武卿
陰武卿（1527年—1588年），字定夫，號月溪，四川成都府內江縣人，明朝政治人物。嘉靖丙辰進士。萬曆間官至南京兵部尚書。

## 生平
嘉靖三十四年（1555年）乙卯科四川鄉試第一名舉人（解元），次年联捷进士。兵部观政，授南京戶部主事。丁忧归里。服除，三十九年起补刑部主事，四十二年升员外，同年升陕西提学佥事。任满，四十五年擢江西左参议，隆慶二年（1568年）七月升副使，三年十一月改广西提学副使。五年正月迁福建左参政，隨俞大猷抗擊倭寇。萬曆元年（1573年）九月升江西按察使，三年十月升陝西右布政使，五年正月升左布政，著力鎮壓白蓮教。六年十一月入為應天府府尹，改太常寺卿。不久，于萬曆十年（1582年）二月擢右副都御史，巡抚保定。十一年正月升都察院左副都御史、协理院事，九月升兵部右侍郎，十二年八月升左侍郎，十三年八月升南京工部尚书，十五年六月改任南京兵部尚書、参赞机务。忧劳成疾，萬曆十六年卒于官，享年六十二，十二月賜祭葬，十七年二月贈太子少保。《内江县志》有传。

## 著作
有《月溪文集》。

## 墓葬
葬與內江城西。1985年，內江市西郊14公里的白馬電廠在施工中，發現了陰武卿夫婦三人合葬墓，先已被盜。有墓志銘出土。

## 家族
曾祖陰柰，祖陰璽，父陰汝夏，母洪氏。兄立卿；文卿，弟惠卿；相卿；定卿；玉卿；長卿；和卿；誠卿。